# Trichodesma cristata
Trichodesma cristata är en skalbaggsart som först beskrevs av Thomas Casey 1890.  Trichodesma cristata ingår i släktet Trichodesma och familjen trägnagare. Inga underarter finns listade i Catalogue of Life.